# Райдаут, Том
Томас «Том» Джеральд Райдаут (англ. Thomas "Tom" Gerald Rideout; род. 25 июня 1948, Fleur de Lys, Ньюфаундленд и Лабрадор) — канадский политик, премьер Ньюфаундленда и Лабрадора (1989).

## Биография
Родился 25 июня 1948 года в городе Флер-де-Лис, Ньюфаундленд и Лабрадор.
На всеобщих выборах 1975 года Райдаут впервые был избран в Национальное собрание Ньюфаундленда и Лабрадора от Либеральной партии, но в 1980 году покинул партию и присоединился к прогрессивно-консервативному правительству Брайана Пекфорда, чтобы поддержать его в конфликте с Оттавой за контроль над морскими нефтяными ресурсами. Райдаут стал министром культуры и отдыха провинции в 1984 году, а в 1985 году стал министром рыболовства.
После ухода Пекфорда из политики в 1989 году, Райдаут был избран лидером партии, став премьером. Месяц спустя на региональных выборах 1989 года либералы получили большинство мест, и Райдаута сменил Клайд Уэллс. Райдаут попытался вернуться в политику на выборах 1993 года, но потерпел поражение от либерала Джорджа Бейкера.
В 1997 году он получил юридическую степень Оттавском университете, а в 1998 году стал работать в коллегии адвокатов Ньюфаундленда.
В 1999 году он вернулся к политической деятельности и вновь был избран в Национальное собрание. Он был назначен министром, ответственным за дела коренных народов. С сентября по октябрь 2004 года он занимал должность исполняющего обязанности министра здравоохранения и общественных служб. 8 ноября 2005 года Райдаут был назначен министром рыболовства и заместителем премьера.
30 июня 2008 года Райдаут ушёл из политики, подав заявление об уходе с поста члена Национального собрания. В 2017 году он поддержал Чеса Кросби в гонке за должность премьера провинции.